# NGC 2501
NGC 2501 is een lensvormig sterrenstelsel in het sterrenbeeld Achtersteven. Het hemelobject werd op 14 februari 1836 ontdekt door de Britse astronoom John Herschel.

## Synoniemen
- MCG -2-21-2
- IRAS07561-1413
- PGC 22354